# ایتان ورنون

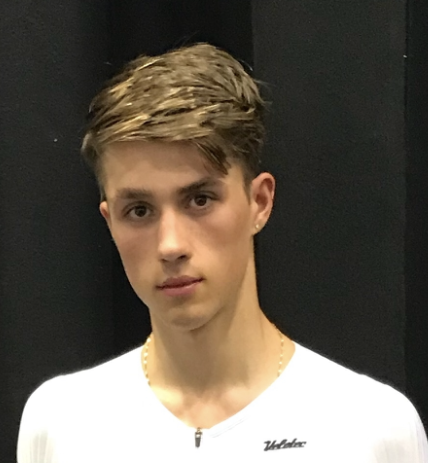
ایتان ورنون، دوچرخه‌سوار بریتانیایی - ۲۰۱۹

ایتان ورنون (زادهٔ ۲۶ اوت ۲۰۰۰) دوچرخه‌سوار اهل بریتانیا، جاده‌ای و پیستی است. او تاکنون برای تیم جهانی یو سی آی، کوئیک‌استپ فلورز به میدان رفته‌است.